# Танака, Ацуко
Ацуко Танака (яп. 田中 敦子 Танака Ацуко, 14 ноября 1962, Маэбаси, Япония — 20 августа 2024 года) — японская актриса озвучания и диктор. С юности проявляла интерес к актёрскому мастерству, а во время учёбы в университете Ферриса работала статистом на киностудии Shochiku. Проработав несколько лет офис-леди, выучилась на актрису озвучания и стала сотрудничать с агентством Mausu Promotion, с которым проработала до своей смерти.
Наиболее известна по роли майора Мотоко Кусанаги из аниме «Призрак в доспехах». Помимо этого, ее голосом говорят Конан в «Наруто», Кастер в Fate/stay night, Лизa Лиза в JoJo’s Bizarre Adventure, Чунь Ли в игре Street Fighter III: 3rd Strike, Клодетт в Queen’s Blade, Карура в Utawarerumono, Байонетта из одноимённой франшизы, Ханами в «Магической битве» и многие другие персонажи различных произведений.

## Биография

### Ранние годы, карьера
Танака родилась 14 ноября 1962 года в Маэбаси — административном центре префектуры Гумма. Дядя её отца был губернатором этой префектуры с 1941 по 1943 год. Когда она росла, её семья часто посещала мюзиклы и местный кинотеатр, а просмотр театральной постановки по телевизору пробудил в ней интерес к актёрству. Страсть к игре и танцу привела её в драмкружок и танцевальную студию и сохранилась на протяжении обучения в университете. Учёбу Танака совмещала с подработкой в театральной компании и работой в массовке на студии Shochiku.
Закончив Университет Ферриса, она отошла от занятий актёрским мастерством и переехала в Токио, где на протяжении шести лет работала офис-леди. Поняв, что посвящать всю жизнь подобной карьере для неё было бы неразумным, она решилась на смену работы, о чём вспоминала в 2022 году: «Даже если она не будет стабильной, но если я устроюсь на работу, которая мне нравится, оно будет стоить того, и я смогу заниматься этим всю жизнь». Работая офис-леди, Танака не оставила танцы, однако в итоге прекратила заниматься и ими, поскольку посчитала, что сделала в этой области всё, что могла.
Окончательно утвердиться в выборе направления Танаке помогла встреча со знакомым по танцам, который тоже работал в озвучании, а дополнительным источником вдохновения для неё стала сэйю Юнико Никайдо. В последствии Танака поступила в профильное учебное заведение, которое окончила в 1991 году. Несмотря на сложности с первоначальным поиском агентства, которое бы наняло её, Танака в результате получила приглашение присоединиться к Ezaki Production. Как только работы по озвучанию стало достаточно, она окончательно уволилась из офиса, хотя её родители возражали против этого.

### Актриса озвучания
Получив образование актрисы озвучивания, Танака присоединилась к агентству Ezaki Production, которое позднее стало Mausu Promotion, и проработала с ним всю дальнейшую жизнь. С подачи своего преподавателя, звукорежиссёра Морио Кобаяси, она стала пробоваться на роли, в том числе главные, которые сама не считала подходящими для себя. Первой главной ролью актрисы стала Карен Карр из америриканского фильма «Незаконное вторжение», чьи реплики Танака дублировала для японской звуковой дорожки. Родители Танаки не одобряли новую деятельность дочери, однако изменили своё отношение, когда она приняла участие в работе над спецэпизодом «Voyage to Danger» аниме-сериала «Люпен III».
В 1995 году она озвучила Мотоко Кусанаги — протагонистку полнометражного аниме «Призрак в доспехах». По воспоминаниям актрисы, эта роль стала первой, «в которой она сыпала непонятными терминами». Голосом Танаки майор Кусанаги говорила в большинстве произведений франшизы на протяжении 27 лет.
В японском дубляже иностранных игровых фильмов голосом Танаки говорили Анджелина Джоли, Дженнифер Лопес, Гвинет Пэлтроу, Джулия Робертс и Николь Кидман. К последней она ощущала наиболее сильную привязанность, считая себя «человеком из Японии, который лучше всего понимает игру Кидман». Помимо актрисы озвучивания, Танака была диктором.

### Личная жизнь и смерть
У Танаки был сын — тоже актёр озвучания — Хикару Танака. Об их родстве стало известно только в связи с её смертью. Кроме того, у актрисы была младшая сестра. Своей лучшей подругой она считала сэйю Кикуко Иноуэ.
Ацуко Танака умерла 20 августа 2024 года, через год после того, как ей было диагностировано неуточнённое заболевание. Ей был 61 год. 14 ноября 2024 года в Маэбаси открылась выставка в память об актрисе.